# Диржіу
Диржіу (рум. Dârjiu) — село у повіті Харгіта в Румунії. Адміністративний центр комуни Диржіу.
Село розташоване на відстані 208 км на північ від Бухареста, 50 км на захід від М'єркуря-Чука, 138 км на південний схід від Клуж-Напоки, 68 км на північний захід від Брашова.

## Населення
За даними перепису населення 2002 року у селі проживали 885 осіб.
Національний склад населення села:
| Національність | Кількість осіб | Відсоток |
| -------------- | -------------- | -------- |
| угорці         | 874            | 98,8%    |
| румуни         | 11             | 1,2%     |

Рідною мовою назвали:
| Мова      | Кількість осіб | Відсоток |
| --------- | -------------- | -------- |
| угорська  | 875            | 98,9%    |
| румунська | 10             | 1,1%     |